# Xylopia muricata
Xylopia muricata är en kirimojaväxtart som beskrevs av Carl von Linné. Xylopia muricata ingår i släktet Xylopia och familjen kirimojaväxter. Inga underarter finns listade i Catalogue of Life.